# Федеральная служба судебных приставов
Федеральная служба судебных приставов (ФССП России) — федеральный орган исполнительной власти, осуществляющий функции по обеспечению установленного порядка деятельности судов, исполнению судебных актов, актов других органов и должностных лиц, правоприменительные функции и функции по контролю и надзору в установленной сфере деятельности.
ФССП России подведомственна Министерству юстиции Российской Федерации.

## История
В Царской России и Российской империи судебные приставы действовали при судах и позже в составе полиции.
В целом законодательство о правовом статусе судебных приставов Российской империи было одним из самых разработанных в Европе второй половины XIX века. Факт жизненной необходимости института судебных приставов был отмечен при обсуждении и одобрении Государственной Думой Закона о преобразовании местного суда в 1912 году.
Институт судебных приставов как система обеспечения судебной власти просуществовал до начала XX века и был упразднен Декретом Совета Народных Комиссаров № 1 от 24 ноября 1917 года одновременно с ликвидацией прежней судебной системы, распустившим все судебные и государственные органы Российской системы.
В советский период функции исполнения судебных актов, актов других органов и должностных лиц были возложены на судебных исполнителей, состоящих при районных (городских) народных судах.
В 1917—1997 гг. функции судебных приставов были возложены на сотрудников милиции МВД СССР и далее МВД России.
На протяжении 80 лет в Российской Федерации функции обеспечения порядка в зале судебного заседания и принудительной доставки в суд участников судебного процесса возлагаются на советскую милицию. И только в четырех бывших союзных республиках (Азербайджане, Армении, Грузии, Литве) уголовно-процессуальное законодательство предусматривало такого участника процесса, как судебный комендант (распорядитель), основной задачей которого было обеспечение порядка в зале судебного заседания.
С распадом СССР ситуация фактически не изменилась. Закон РСФСР «О милиции», принятый 18 апреля 1991 года, к обязанностям милиции общественной безопасности отнес исполнение в пределах своей компетенции определений судов и постановлений судей о приводе лиц, уклоняющихся от явки по вызову, оказание содействия судебным органам в производстве отдельных процессуальных действий.
В 1997 году Федеральным законом от 21.07.1997 № 118-ФЗ «О судебных приставах» создана Федеральная служба судебных приставов (ФССП).
17 октября 2020 Минфин России предложил вернуть судебных приставов и ФСИН, а также фельдъегерскую службу (ГФС) в состав МВД России, с сокращением численности органов внутренних дел на 10 % за счет перевода сотрудников подразделений, не участвующих в правоохранительной деятельности (медицинских, учебных, кадровых, финансовых и т. п.) в разряд гражданских служащих. МВД России выступило против предложенных реформ и объединения.

## Основные задачи службы
Основными задачами ФССП России являются:
- обеспечение установленного порядка деятельности Конституционного Суда Российской Федерации, Верховного Суда Российской Федерации, судов общей юрисдикции и арбитражных судов;
- организация и осуществление принудительного исполнения судебных актов судов общей юрисдикции и арбитражных судов, а также актов других органов, предусмотренных законодательством РФ об исполнительном производстве;
- управление территориальными органами ФССП России;
- ведение государственного реестра юридических лиц, осуществляющих деятельность по возврату просроченной задолженности в качестве основного вида деятельности (коллекторов),
- осуществление федерального государственного контроля (надзора) за деятельностью коллекторов[11].

## Деятельность
- ФССП России в своей деятельности руководствуется Конституцией Российской Федерации, федеральными конституционными законами, федеральными законами, актами Президента Российской Федерации и Правительства Российской Федерации, международными договорами Российской Федерации, актами Минюста России, а также «Положением о Федеральной службе судебных приставов».
- ФССП России осуществляет свою деятельность непосредственно и (или) через территориальные органы.
- ФССП России осуществляет свою деятельность во взаимодействии с другими федеральными органами исполнительной власти, органами исполнительной власти субъектов Российской Федерации, органами местного самоуправления, общественными объединениями и организациями.

## Классные чины и специальные звания

Наплечные знаки классных чинов ФССП (2010—2019)

Служащие федеральной службы имеют универсальную форменную одежду, со знаками отличиями и погонами, утвержденную Постановлением Правительства РФ от 26.07.2010 № 540 «О форменной одежде и знаках различия судебных приставов и иных должностных лиц Федеральной службы судебных приставов». В 2012 году утверждён новый образец форменного обмундирования и знаков.
До 2019 года служащие ФССП государственной гражданской службы имели классные чины по группам 1, 2 и 3 классов, которые соответствуют воинскому званию. На основании ст. 11 Федерального закона от 27.07.2004 № 79-ФЗ «О государственной гражданской службе Российской Федерации» и Указу Президента РФ от 19.11.2007 № 1554 «О порядке присвоения и сохранения классных чинов юстиции».
На основании Федерального закона от 01.10.2019 N 328-ФЗ «О службе в органах принудительного исполнения Российской Федерации и внесении изменений в отдельные законодательные акты Российской Федерации» классные чины заменены на специальные звания.
| Рисунок погона |                                   |                           |                                   |                            |                             |                                     |                                     |                             |                                     |                           |                         |                                |                             |                                 |                                     |                                     |                                                |
| -------------- | --------------------------------- | ------------------------- | --------------------------------- | -------------------------- | --------------------------- | ----------------------------------- | ----------------------------------- | --------------------------- | ----------------------------------- | ------------------------- | ----------------------- | ------------------------------ | --------------------------- | ------------------------------- | ----------------------------------- | ----------------------------------- | ---------------------------------------------- |
| Спец. звание   | Младший сержант внутренней службы | Сержант внутренней службы | Старший сержант внутренней службы | Старшина внутренней службы | Прапорщик внутренней службы | Старший прапорщик внутренней службы | Младший лейтенант внутренней службы | Лейтенант внутренней службы | Старший лейтенант внутренней службы | Капитан внутренней службы | Майор внутренней службы | Подполковник внутренней службы | Полковник внутренней службы | Генерал-майор внутренней службы | Генерал-лейтенант внутренней службы | Генерал-полковник внутренней службы | Генерал внутренней службы Российской Федерации |

## Руководство
После даты назначения или освобождения от должности стоит номер соответствующего Указа Президента Российской Федерации.
Директор ФССП России — главный судебный пристав Российской Федерации:
- Винниченко Николай Александрович (21 октября 2004 г., № 1343 — 8 декабря 2008 г., № 1749)
- Парфенчиков Артур Олегович (29 декабря 2008 г., № 1877 — 15 февраля 2017 г., № 66)
- Аристов Дмитрий Васильевич (с 20 марта 2017 г., № 118)

## Структура
- Центральный аппарат

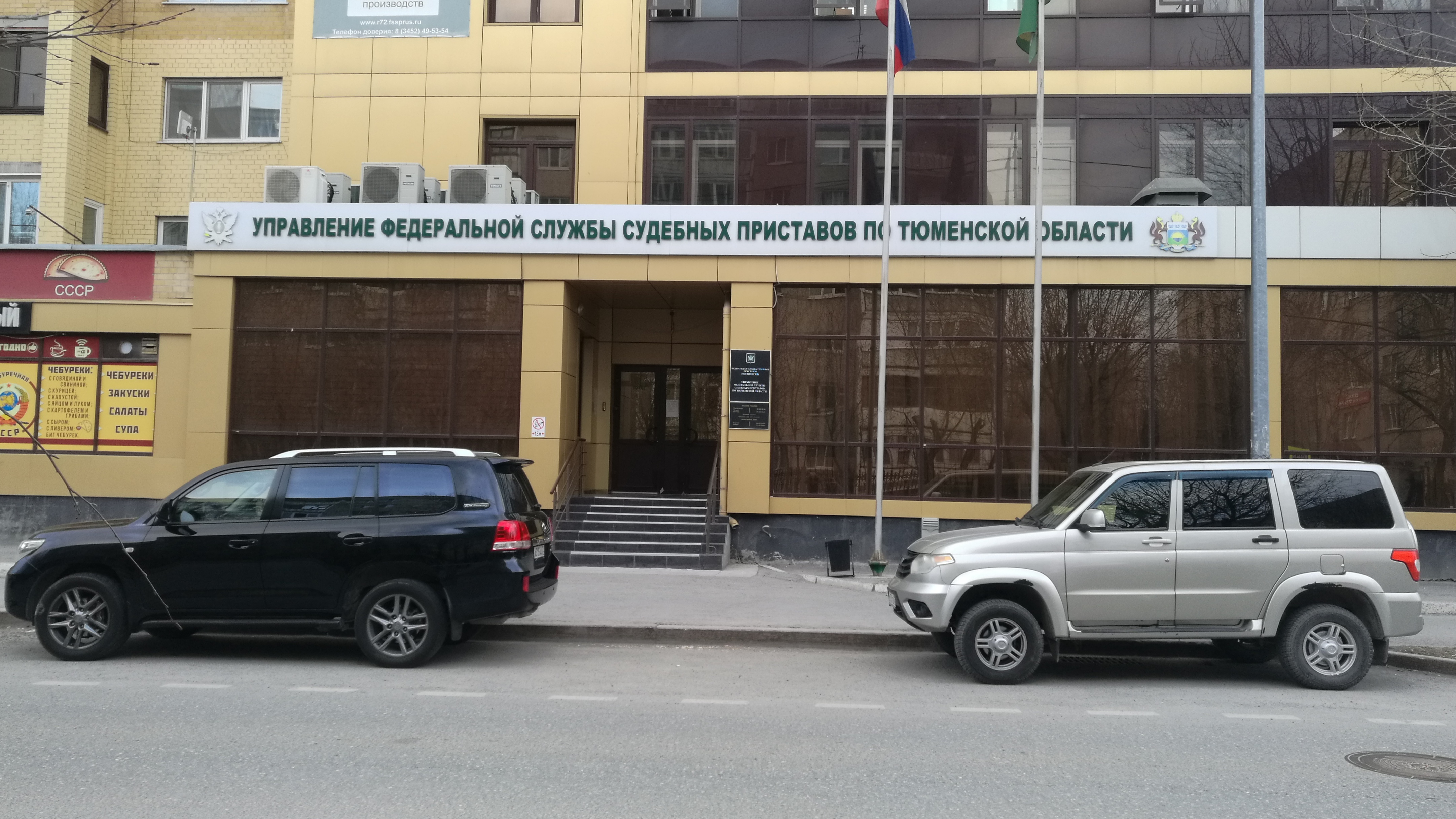
Управление Федеральной службы судебных приставов по Тюменской области.

  - Управление по организации исполнительного производства
  - Управление по организации обеспечения установленного порядка деятельности судов
  - Управление по организации дознания
  - Организационно-контрольное управление
  - Правовое управление
  - Финансово-экономическое управление
  - Управление тылового обеспечения
  - Управление государственной службы и кадров
  - Управление собственной безопасности
  - Управление информационных технологий
  - Управление по рассмотрению обращений в исполнительном производстве
  - Управление по исполнению особо важных исполнительных производств
  - Управление организации ведения государственного реестра и контроля за деятельностью юридических лиц, осуществляющих функции по возврату просроченной задолженности
  - Контрольно-ревизионное управление
  - Отдел по взаимодействию со средствами массовой информации
  - Отдел по защите государственной тайны
  - Оперативный отдел электронного исполнения
- Территориальные органы ФССП России (в субъектах Российской Федерации)

Центральный аппарат Службы размещается в Москве на улице Кузнецкий Мост, в бывшем доме банка и торгового дома «И. В. Юнкер и Ко».
В феврале 2012 года было объявлено о создании подразделения ФССП, которое будет заниматься наиболее сложными и скандальными исполнительными производствами (в том числе искать имущество должников по исполнительным производствам в делах крупных компаний).
В мае 2012 года на рассмотрение был вынесен проект о создании в структуре ФССП России собственного розыскного подразделения.

## Подразделения специального назначения
В 2005—2006 годах в составе ФССП России были созданы специализированные силовые подразделения — районные и межрайонные отделы по организации оперативного дежурства (в составе которых имеется дежурная часть и одна или несколько групп быстрого реагирования). Личный состав ГБР проходит специальную подготовку и имеет на вооружении автоматическое оружие.
В 2012 году приказом директора ФССП России был введён экзамен на зелёный берет ФССП России (отличительный знак для наиболее профессионально подготовленных сотрудников службы судебных приставов), прошедшим экзамен победителям вручают наградное холодное оружие — боевой нож «Комбат».

## День судебного пристава Российской Федерации
Ежегодно 1 ноября, начиная с 2009 года, отмечается День судебного пристава Российской Федерации в соответствии с Указом Президента Российской Федерации от 8 сентября 2009 года № 1019 «Об установлении Дня судебного пристава».

## Символика
Служба имеет флаг и геральдический знак-эмблему, утверждённые Указом Президента РФ.
В 2008 году был учреждён нагрудный служебный знак судебного пристава России, являющийся официальным знаком ФССП России и подтверждающий нахождение судебного пристава при исполнении служебных обязанностей. Каждый нагрудный знак является персональным, имеет серию и номер. Так, знаки серии «ОП» предназначены для судебных приставов по обеспечению установленного порядка деятельности судов (по ОУПДС), а знаки серии «ИС» — для судебных приставов-исполнителей. Знак должен размещаться на левой стороне груди форменной одежды или гражданского костюма судебного пристава.

## Ведомственные награды
- Медаль «За верность долгу»
- Медаль «За вклад в развитие Федеральной службы судебных приставов»
- Медаль «За доблесть»
- Медаль «За заслуги»
- Медаль «Ветеран Федеральной службы судебных приставов»
- Медаль «За службу» 1, 2 и 3 степени
- Медаль «10 лет Федеральной службе судебных приставов»
- Медаль «За международное сотрудничество»
- Медаль «150 лет основания института судебных приставов»
- Знак «Почётный работник Федеральной службы судебных приставов»
- Нагрудный знак «Лучший судебный пристав-исполнитель»
- Нагрудный знак «Лучший судебный пристав по обеспечению установленного порядка деятельности судов»
- Нагрудный знак «Лучший дознаватель»
- Знак отличия «За безупречную службу»
- Знак отличия «Почётный наставник»
- Почётная грамота Федеральной службы судебных приставов
- Благодарность Директора Федеральной службы судебных приставов